# Helmut Ungerland
Fritz Helmut Ungerland (* 2. Januar 1905 in Berlin; † 19. November 1989 in Hamburg) war ein deutscher Produktionsleiter und Filmproduzent.

## Leben und Wirken
Helmut Ungerland war ein Sohn des Lageristen Fritz Ungerland und seiner Frau Margarete, geb. Ruppe. Über seine Ausbildung ist derzeit nichts bekannt. Er stieß 1931 zum Film und wirkte im Dritten Reich vor allem (1934 bis 1941) als Aufnahmeleiter, einmal (1935) auch als Regieassistent (bei Erich Engels Kassen- und Publikumserfolg Mädchenjahre einer Königin). 1941, nach seiner Tätigkeit für den militaristischen Propagandastoff Kampfgeschwader Lützow, wurde Ungerland eingezogen und kehrte erst nach zehn Jahren zum Film zurück. 
Ab 1951 beruflich in Hamburg tätig, war er in dem kommenden Jahrzehnt als Produktions- bzw. Herstellungsleiter an der Erstellung zahlreicher Unterhaltungsfilme beteiligt. Zu seinen späten Filmen zählen der späte Hans-Albers-Stoff Mann im Strom, das Filmklassiker-Remake Mädchen in Uniform sowie die beiden englischsprachigen, internationalen Produktionen Herrin der Welt und Verrat auf Befehl. Seine letzte Arbeit war der Edgar-Wallace-Krimi Die Tür mit den sieben Schlössern. Ungerland starb 1989 in Hamburg.

## Filmografie
als Produktionsleiter, Herstellungsleiter oder Produzent (komplett)
- 1951: Das späte Mädchen
- 1952: Wochenend im Paradies
- 1953: Vergiß die Liebe nicht
- 1953: Das Nachtgespenst
- 1953: Männer im gefährlichen Alter
- 1954: Fräulein vom Amt
- 1954: Die Mücke
- 1955: Ball im Savoy
- 1955: Wie werde ich Filmstar?
- 1955: Alibi
- 1956: Ich und meine Schwiegersöhne
- 1956: Die Rosel vom Schwarzwald
- 1956: Die schöne Meisterin
- 1956: Glücksritter
- 1957: Lemkes sel. Witwe
- 1957: Nachts im Grünen Kakadu
- 1958: Mann im Strom
- 1958: Mädchen in Uniform
- 1959: Whisky, Wodka, Wienerin (Rendezvous in Wien)
- 1959: Lockvogel der Nacht
- 1959: Die schöne Lügnerin
- 1960: Herrin der Welt
- 1960: Verrat auf Befehl (The Counterfeit Traitor)
- 1961: Der Lügner
- 1961: Leben des Galilei (Fernsehfilm)
- 1962: Die Tür mit den sieben Schlössern